# Tettigoniopsis hiurai
Tettigoniopsis hiurai är en insektsart som beskrevs av Tadao Kano och Kawakita 1984. Tettigoniopsis hiurai ingår i släktet Tettigoniopsis och familjen vårtbitare. Inga underarter finns listade i Catalogue of Life.